# Tavola rotonda dell'Algonquin

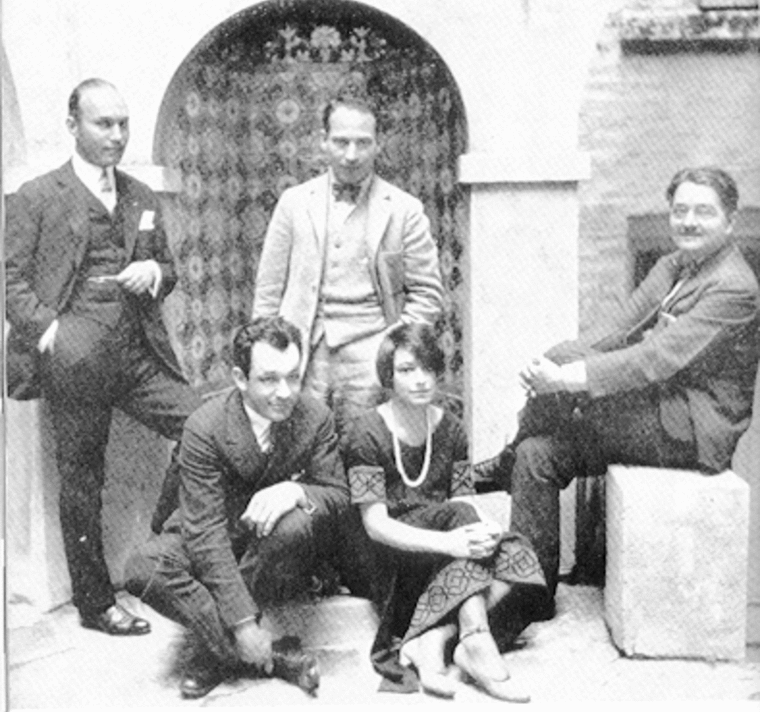
Alcuni membri della tavola rotonda: (da sinistra) Art Samuels, Charles MacArthur, Harpo Marx, Dorothy Parker e Alexander Woollcott

La Tavola rotonda dell'Algonquin (in inglese Algonquin Round Table) fu un celebre circolo newyorkese di scrittori, critici, attori e letterati. Il gruppo, ironicamente chiamato dai suoi membri The Vicious Circle, il "circolo vizioso", prese il nome dall'Algonquin Hotel, dove dal 1919 al 1929 avvennero le riunioni. In esse, i partecipanti si lanciavano in battute, giochi di parole e arguzie che, tramite i giornali a cui alcuni di essi collaboravano, si diffondevano in tutti gli Stati Uniti.
Nei suoi 10 anni di vita, l'associazione e i suoi membri godettero di altissima reputazione, sia per i loro contributi letterari che per la loro vivace e graffiante arguzia. Sebbene alcuni contemporanei, e più tardi anche alcuni dei membri, abbiano sminuito il valore del gruppo, la sua reputazione è sopravvissuta al suo scioglimento.

## Origini
L'origine della Round Table può essere fatta risalire al 1919, ad opera dell'agente teatrale John Peter Toohey. Questi, infuriato con Alexander Woollcott, critico teatrale del New York Times, che aveva rifiutato di citare un suo cliente in un articolo, lo invitò a pranzo all'Hotel Algonquin, facendogli credere di volersi complimentare con lui per il ritorno in patria dopo essere stato corrispondente in Europa sul fronte della prima guerra mondiale per conto del giornale Stars and Stripes. Toohey sfruttò invece l'occasione per prendersi gioco di Woollcott su svariati fronti. Il critico però ne fu assai divertito, così come altri clienti presenti quel giorno all'albergo, e ciò spinse Toohey a suggerire a Woollcott di incontrarsi ogni giorno a pranzo. I due iniziarono poi ad invitare i loro conoscenti e nacque così il circolo.
Il gruppo inizialmente si riuniva nella Pergola Room dell'Algonquin (oggi detta Oak Room) a un lungo tavolo rettangolare. Quando il gruppo divenne più numeroso, il direttore dell'albergo, Frank Case, li trasferì nella Rose Room presso un tavolo rotondo. Inizialmente il gruppo fu battezzato The Board ("il tavolo") e i convitati Board meetings. Allorché fu messo al loro servizio un cameriere di nome Luigi, il gruppo fu ribattezzato Luigi Board. Infine divenne The Vicious Circle o The Round Table su involontario suggerimento del disegnatore Edmund Duffy del giornale Brooklyn Eagle, che aveva disegnato una caricatura del gruppo con i membri seduti a una tavola rotonda vestiti da cavalieri medievali.

## Membri
Alcuni membri stabili del circolo:
- Franklin Pierce Adams, giornalista
- Robert Benchley, umorista e attore
- Heywood Broun, giornalista sportivo (sposato con Ruth Hale)
- Marc Connelly, drammaturgo
- Ruth Hale, libera giornalista ed attivista per i diritti delle donne
- George S. Kaufman, drammaturgo e regista
- Dorothy Parker, critica, poetessa, autrice di racconti e sceneggiatrice
- Harold Ross, editor del The New Yorker
- Robert E. Sherwood, scrittore e drammaturgo
- John Peter Toohey, pubblicista
- Alexander Woollcott, critico e giornalista[4]

Alcuni membri associati o non ufficiali:
- Tallulah Bankhead, attrice
- Edna Ferber, scrittrice e drammaturga
- Margalo Gillmore, attrice
- Jane Grant, giornalista e femminista
- Beatrice Kaufman, scrittrice e drammaturga (sposata con George S. Kaufman)
- Margaret Leech, scrittrice e storica
- Neysa McMein, illustratrice
- Alice Duer Miller, scrittrice
- Donald Ogden Stewart, drammaturgo e sceneggiatore
- Frank Sullivan, giornalista e umorista
- Deems Taylor, compositore
- Peggy Wood, attrice[5]

## Attività
Oltre a pranzare insieme, i membri della Tavola rotonda collaboravano negli ambiti più disparati. Spesso si dedicavano a giochi di gruppo, come cribbage e poker. Il gruppo aveva al suo interno un proprio poker club, il Thanatopsis Literary and Inside Straight Club, che si riuniva all'hotel ogni sabato notte. Tra i giocatori più incalliti vi erano Kaufman, Adams, Broun, Ross e Woollcott, unitamente a non membri del gruppo come Herbert Bayard Swope, il mercante di tessuti Paul Hyde Bonner, il panificatore Raoul Fleischmann, l'attore Harpo Marx e lo scrittore Ring Lardner, che spesso si univano ai membri del circolo. Talvolta essi giocavano a sciarada (che chiamavano semplicemente The Game, "il gioco") e a un gioco detto I can give you a sentence (lett. "Posso darti una frase"), nel quale Dorothy Parker pronunciò una celebre frase usando il termine horticulture ("orticoltura"): "You can lead a horticulture but you can't make her think."
I membri spesso si recavano a Neshobe Island, un'isola di proprietà di Aleck Woollcott, della quale si definiva il "buon tiranno", come riportato dal suo biografo Samuel Hopkins Adams, sita nel mezzo del Lago Bomoseen in Vermont. Là essi si dedicavano al gioco del Wink murder, che chiamavano semplicemente "Murder", e al croquet.
Sovente i membri del circolo si scambiavano scherzi e burle, che via via divenivano sempre più elaborati. Harold Ross e Jane Grant impiegarono settimane per organizzare un colossale scherzo ai danni di Woollcott, che nel suo studio teneva un suo ritratto. Avevano fatto diverse copie del quadro, ognuna leggermente più storta della precedente, e periodicamente le scambiavano segretamente, finché qualche giorno dopo chiesero a Woollcott: "Cosa diavolo ha che non va il tuo ritratto?", al che il giornalista trasecolò, credendo che il suo quadro fosse stato rovinato. Alla fine rimisero il ritratto originale.

## No Sirree!
Data l'attività prevalentemente letteraria e teatrale dei membri, lo sbocco della loro collaborazione in una commedia teatrale scritta a più mani era pressoché inevitabile. Il risultato fu No Sirree!, che fu rappresentata solo una volta nell'aprile 1922, ispirata ad una pièce teatrale europea itinerante detta La Chauve-Souris, diretta da Nikita Balieff.
No Sirree! nacque nello studio di Neysa McMein, nel quale spesso i membri della Tavola rotonda si riunivano al di fuori dell'Algonquin. La commedia si sviluppa su cinque atti: Opening Chorus ("coro d'apertura"), con la partecipazione di Woollcott, Toohey, Kaufman, Connelly, Adams e Benchley col violinista Jascha Heifetz ad accompagnarli; He Who Gets Flapped ("colui che andò a sbattere"), numero musicale basato sulla canzone "The Everlastin' Ingenue Blues" scritta da Dorothy Parker e interpretata da Robert Sherwood con alcune coriste, tra cui Tallulah Bankhead, Helen Hayes, Ruth Gillmore, Lenore Ulric e Mary Brandon; Zowie, or the Curse of an Akins Heart ("Zowie o la maledizione di un cuore Akins"); The Greasy Hag ("la strega impomatata"), sceneggiato da Eugene O'Neill, interpretato da Kaufman, Connelly e Woollcott; e Mr. Whim Passes By, sceneggiato da A. A. Milne.
La pièce riscosse un grande successo, ma a destare maggior sensazione fu un suo spin-off, The Treasurer's Report ("La relazione del tesoriere"), sceneggiato e interpretato da Robert Benchley. La messa in scena piacque così tanto che Irving Berlin nel 1923 mise sotto contratto Benchley per inserire il Report nella sua Music Box Revue, per 500 dollari alla settimana. Nel 1928 il Report divenne anche un cortometraggio, prodotto dalla Fox Film Corporation, e lanciò Benchley nel mondo del cinema. The film kicked off a second career for Benchley in Hollywood.
Il successo di No Sirree! spinse i membri della Tavola Rotonda a tentare di produrre una nuova commedia, stavolta da far interpretare ad attori professionisti. Kaufman e Connelly crearono quindi una nuova sceneggiatura, intitolata The Forty-niners ("Quelli del quarantanove"). La première fu nel novembre 1922, ma si rivelò un flop, venendo replicata solo 15 volte.

## Declino
Allorché i membri della tavola rotonda iniziarono a lavorare a progetti fuori da New York, inevitabilmente il gruppo si separò. Nei primi anni '30 si può dire che esso fosse ormai sciolto. Edna Ferber raccontò di averlo scoperto allorché arrivò alla Rose Room all'ora di pranzo un giorno del 1932 e trovò la tavola rotonda occupata da una famiglia del Kansas. Subito chiese a Frank Case cosa fosse accaduto. Lui alzò le spalle e rispose: "Che ne è stato del serbatoio fra Quinta e la Quarantaduesima strada? Queste cose non durano in eterno." Alcuni membri rimasero amici anche dopo la sua dissoluzione, come la Parker e Benchley, che si frequentarono fino alla morte del secondo, nel 1945.